# Maria Lucília Moita
Maria Lucília Anastácio Moita Tavares Simão (9 Agosto 1928 – 22 Agosto 2011), conhecida por Maria Lucília Moita, foi uma pintora e poetisa portuguesa ligada ao Naturalismo. A sua longa carreira de mais de 60 anos de pintura e poesia é marcada por várias fases de descoberta e introspecção, desde o naturalismo da primeira metade do século XX até ao seu próprio paisagismo interior do final do século. Tem um Núcleo de Pintura dedicado à sua obra no Museu Ibérico de Arqueologia e Arte de Abrantes.

## Primeiros Anos
Maria Lucilia Moita nasceu em Alcanena, na casa do Oiteiro, onde já nascera também o seu pai. A própria recorda a casa de menina na sua publicação aonde me leva a memória:
"A casa era ao cimo da vila, para lá da priaça onde tinha sido a igreja que queimaram pela República. (...) Entrava-se e saía-se sempre pelo portão que abria para um quintalinho onde [a pintora] às vezes brincava. Subia-se por uma escada de pedra que desembocava na varanda coberta." aonde me leva a memória (1992)
Cresceu rodeada de cavalos, que sempre houve nas cocheiras, montava-os e retratava-os, recorda a sua sensibilidade à beleza animal, e acompanha o pai às touradas improvisadas das redondezas.
“Andar no corso em plena feira era um tempo de beleza – cavalos, carruagens e gentes com aparato, imponência... mas do que eu gostava mesmo era de galopar pelos atalhos da minha terra, a saia de amazona ao vento, sem chapéu nem jaqueta. (...) Montar, pintar... era sair do fecho dos meus dias, contactar a natureza, a rusticidade das aldeias.” aonde me leva a memória (1992)
Desde muito cedo mostra o seu interesse pela pintura e tem como mestre o pintor João Reis, entre 1944 e 1946. Durante esta fase e até 1951 dedicava muito tempo à cópia e aprendizagem de pintores como Malhoa, Carlos Reis, Silva Porto ou Columbano. Frequentava a casa do Dr. Anástacio Gonçalves, seu primo, onde ia frequentemente pintar ou mostrar as suas ultimas produções, e de quem recebia criticas e sugestões.
Em 1948, por sugestão do mestre enviou um quadro “Casas Brancas” para o Salão de Primavera da Sociedade Nacional de Belas Artes. O crítico João Portela escrevia então no Diário de Lisboa que a pintura de Maria Lucília Moita era um misto de “sensibilidade de cor, finura poética e romantismo estático de beleza que cativa a imaginação” (D.L 18 de Abril 1950). No ano seguinte, o “beco da liberdade” (Nazaré) teve uma menção honrosa.

## Percurso Artístico

#### A pintura aprendida
A pintura que aprendeu, sob o signo dos mestres do Naturalismo português da primeira metade do século XX, e em particular as aulas com o pintor João Reis e a orientação de seu primo, o médico e coleccionador Anastácio Gonçalves, valeu-lhe mais tarde o epíteto de “a última grande naturalista portuguesa”.

#### Reacção

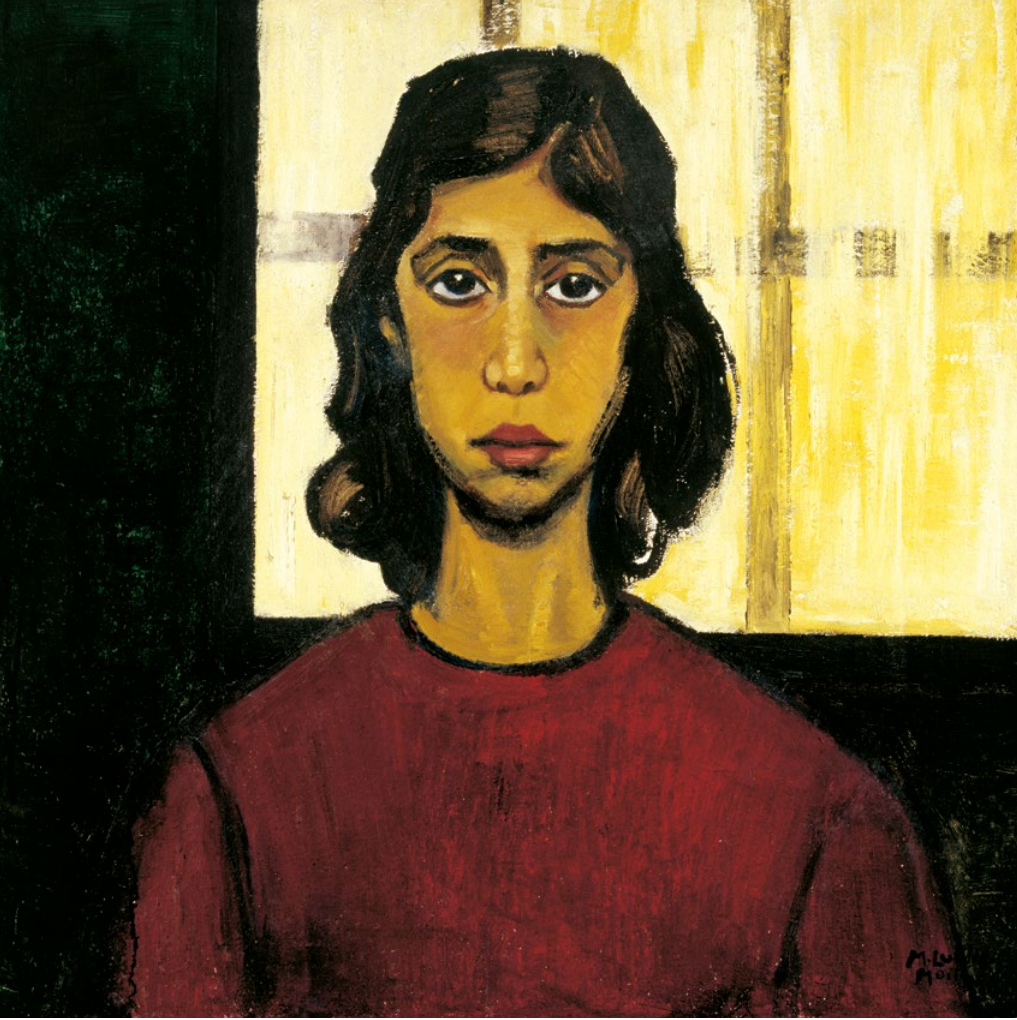
"Retrato de Rapariga" (1959)

Segue-se uma revolta contra a pintura aprendida, muito visivel numa exposição individual em 1960, na galeria do Diário de Noticias. A artista empunhou a espátula, que nunca viu os seus mestres usar, aproveitou massa de vidraceiro, e anilinas emprestadas dos filhos. Esta foi uma fase marcada pelo rompimento com os seus companheiros do naturalismo, mas não tão radical como as correntes modernistas do inicio dos anos 60.
Nesta época regista-se um abandono temporário da pintura em favor da poesia, que sempre a acompanhará e que concorre para a publicação do seu primeiro livro de poemas Tempo Circulado, em 1967. Nele podemos encontrar as palavras de transformação que marcariam este período da sua produção artistica:

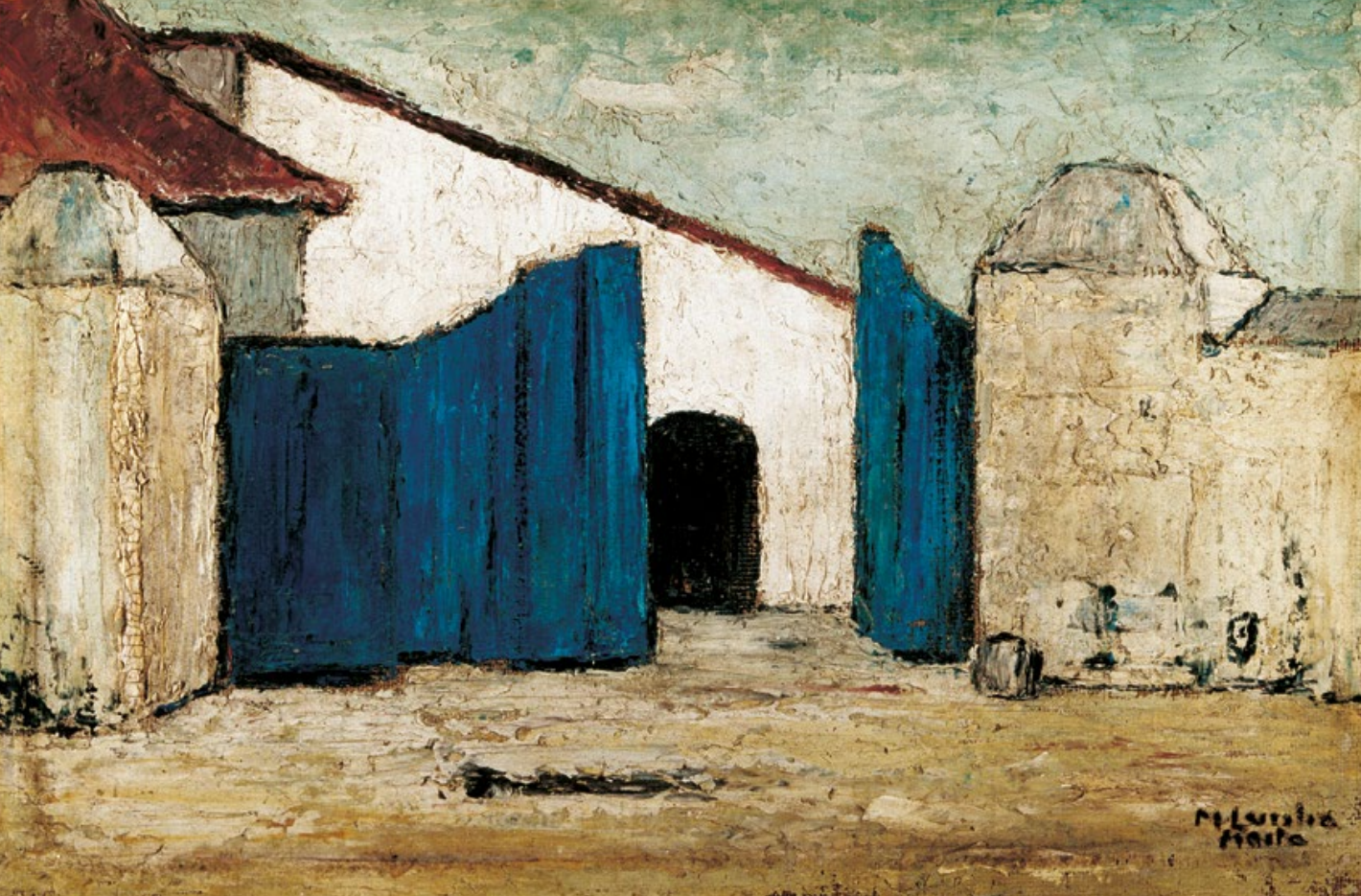
"O Portão Azul" (1962). Actualmente em exposição no MIAA

Gestos de matéria áspera

Areias, cal e água

Lodo branco

Liquefacções de pedra

Construir, construir

A marcar mundo Tempo Circulado (1967)

#### Orgânico
Neste percurso de expressividade poética e de libertação interior resulta numa abstração que durará cerca de dois anos, marcada fortemente pelo clima de mudança trazido pelo 25 de Abril de 1974. Esta fase da sua obra caracteriza-se pela desintegração figural e pelo organicismo plástico, cujas formas sugestivas de “tecidos celulares” é baptizada por Lima de Freitas como “orgânico”.
|  |  |

#### Paisagismo Interior
Maria Lucilia Moita encontra a sua própria “escrita” num novo tipo de paisagismo, cada vez mais interior. É através desta paisagem interior que a pintora nos apresenta (e convida) à “comunhão multifacetada com o Mundo, um mundo que a pintora insiste em querer ver e ler como um poema.”

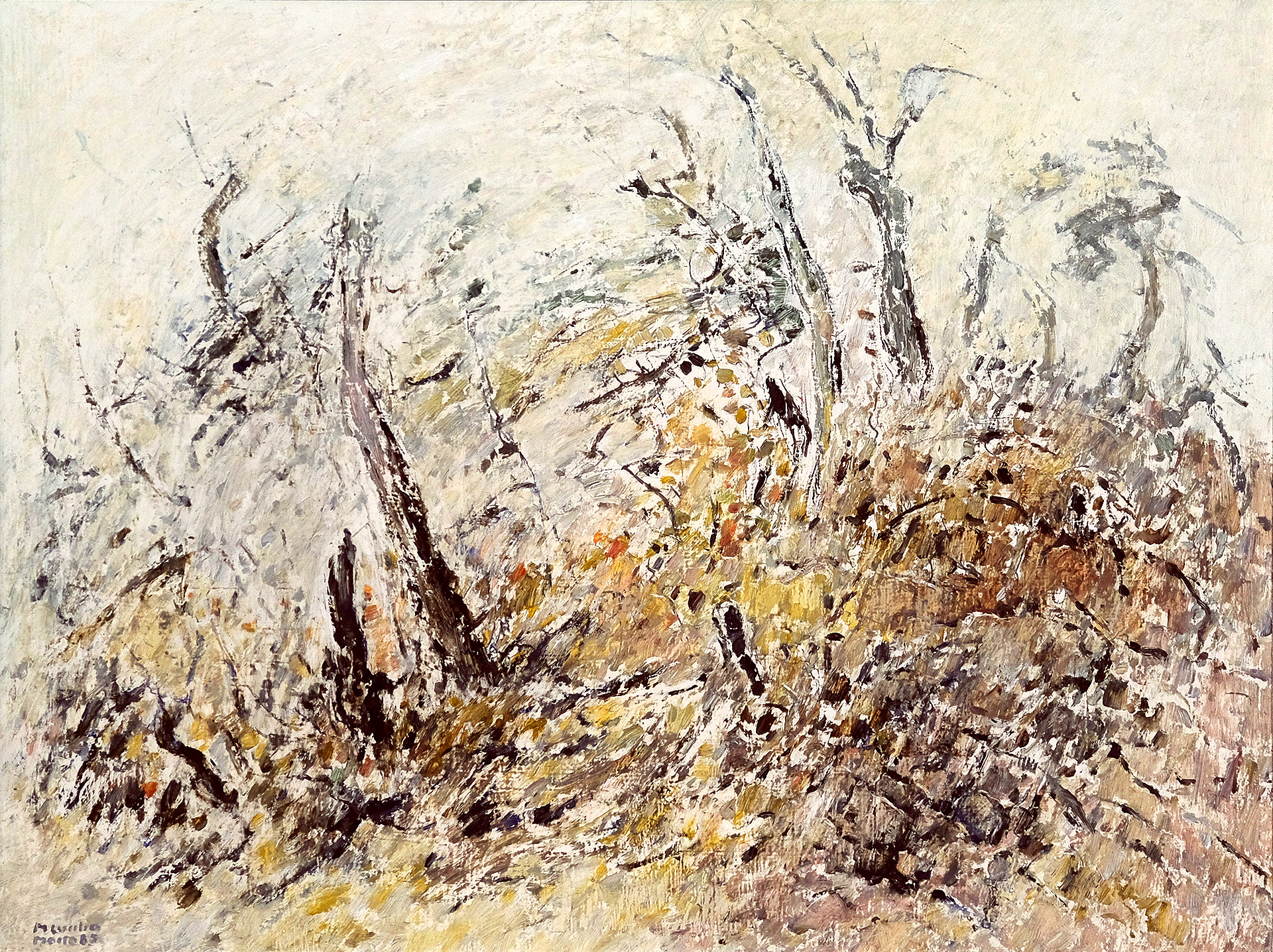
"Bailado de Árvores" (1985)

Nos seus últimos anos é visível a construção dos quadros a óleo a partir do carvão, sendo muitas vezes mantido ou simulado na cor e pincelada.
“Maria Lucília Moita tinha o caminho aberto para regressar às origens, ou seja, à reinvenção de vastas espacialidades e subtis atmosferas quase sempre de acentos místicos,com que não só restaurou a ocupação da totalidade da tela,como vimos, mas com que reintegrou (...) o seu itinerário pictórico.” 
“desde os anos setenta e oitenta que, no seu inédito Diário, em que muitas páginas são autênticas “conversas com Deus”, se sucedem os fragmentos de poemas e as prosas poéticas que sugerem uma perfeita homologia entre a sua poesia e a sua pintura.”

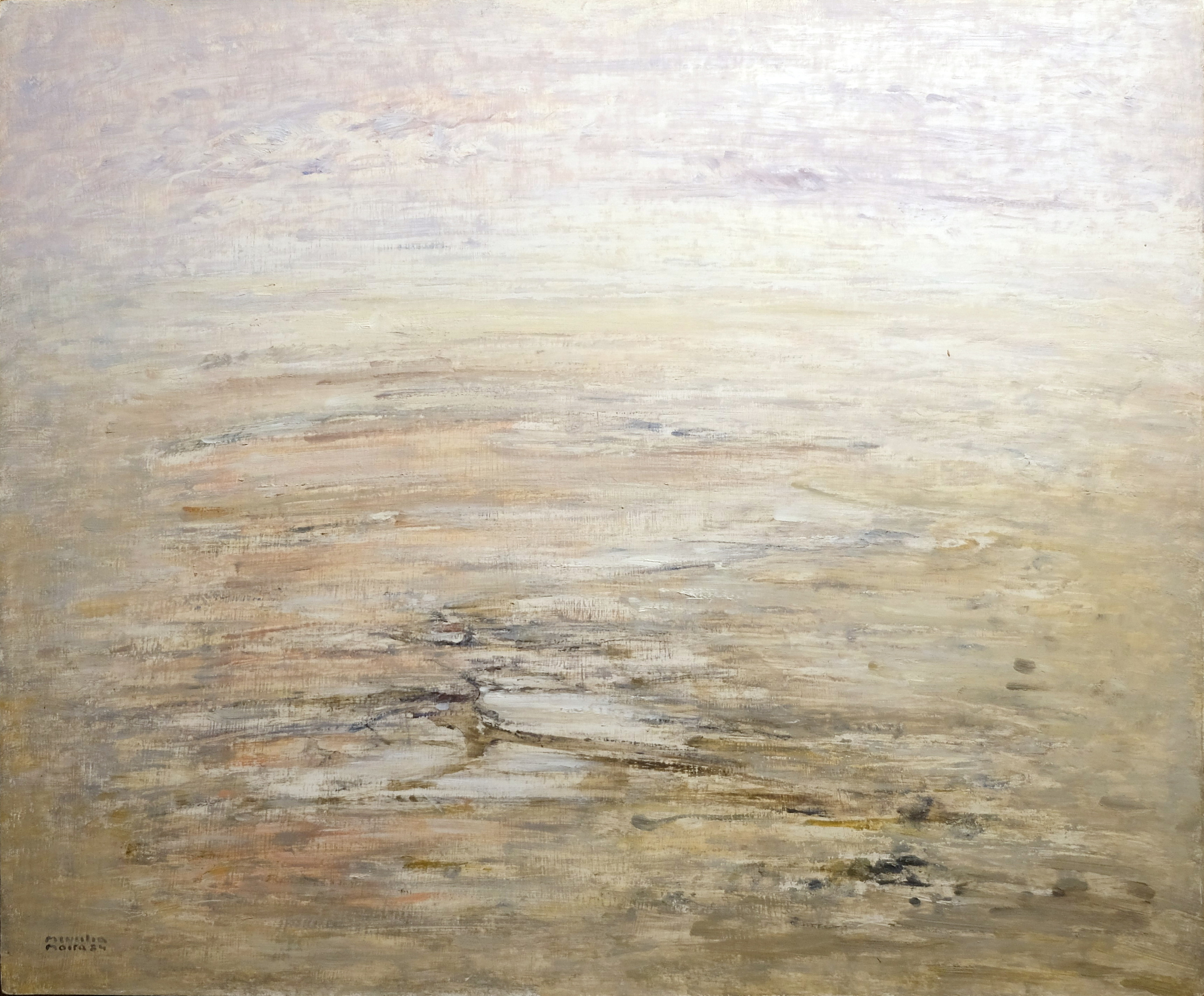
Paisagem (1984)

Meu mar

Meu abismo profundo

Luz a repetir, a alongar

Meu mar

Meu dizer infinito Do Diario (inédito)

### Exposições e Prémios
Desde 1948 que envia obras para expor colectivamente nos Salões de Primavera e Inverno da Sociedade Nacional de Belas Artes (SNBA), em Lisboa, até aos anos 60.Em 1958 organiza a sua primeira exposição individual, na SNBA.
Durante toda a segunda metade do século XX realizou exposições individuais, em que se destacam
- Sociedade Nacional de Belas Artes, em Lisboa (1958)
- Galeria do Diário de Notícias, em Lisboa (1960)
- Museu Distrital de Santarém (1978)
- Fundação Eng. António de Almeida no Porto (1981)
- Museu Machado de Castro, em Coimbra (1982)
- Museu José Malhoa, nas Caldas da Rainha (1982)
- Centro Unesco do Porto (1985)
- Câmara Municipal de Alcanena (1986)
- Casa da Cultura, em Alcanena (1992)
- Centro Cultural de Belém, em Lisboa (1996)
- Biblioteca Calouste Gulbenkian, em Ponte de Sôr (1996)
- Convento dos Cardaes, em Lisboa (2000)
- Galeria Municipal Verney, em Oeiras (2001)

- Casa do Bocage (2003)[3]

Recebeu as seguintes distinções:
- a medalha de ouro de mérito municipal pela Câmara Municipal de Alcanena, em 1989
- a medalha de mérito cultural pela Câmara Municipal de Abrantes, em 1996[3]

### Acção Social
Num espaço contíguo ao seu ateliê, na sua casa em Abrantes, existe uma pequena galeria onde recebia diversos grupos da comunidade – desde escolas a centros de dia – e a quem expunha e explicava longamente a sua obra, partilhando a sua sensibilidade artistica e poética.
Em janeiro de 2024 a familia da pintora reabriu o seu ateliê, conservado intacto, retomando as visitas em parceria com o Museu Ibérico de Arqueologia e Arte.

### Morte e legado
Maria Lucília Moita cedeu uma grande parte da sua obra ao município de Abrantes, que integrou o núcleo de pintura com o seu nome, instalado no Museu Ibérico de Arqueologia e Arte. Desta doação fazem parte quadros a óleo e desenhos a carvão seleccionados e organizados pela pintora e que enquadram a sua vida e obra.
O Municipio de Abrantes deu o nome da pintora à Escola Básica Maria Lucilia Moita, que pertence ao Agrupamento de Escolas de Abrantes. O Municipio de Alcanena atribui o seu nome à galeria municipal de arte.

## Obra

### Pinturas e Desenhos
A sua obra está representada em coleções particulares nacionais e estrangeiras e em diversos museus nacionais:
- Centro de Arte Moderna da Fundação Calouste Gulbenkian, em Lisboa[17]
- Museu do Chiado, em Lisboa
- Casa Museu Dr. Anastácio Gonçalves, em Lisboa
- Fundação Eng. António de Almeida, no Porto
- Centro Unesco do Porto
- Museu José Malhoa, nas Caldas da Rainha
- Museu da Nazaré
- Galeria de Desenho de Estremoz
- Museu Martins Correia, na Golegã
- Museu Municipal de Torres Novas
- Museu de Setúbal
- Núcleo de Arte Contemporânea do Museu Municipal de Tomar[3][13][12]

### Livros
- Tempo circulado. Braga: Editora Pax, 1967[11]
- Apertado mundo de dentro.[18] Torres Novas: Editora Almondina, 1971[19]
- A segurar o tempo. Lisboa: Tipografia Henrique Torres, imp. 1974[20]
- Aonde me leva a memória. Alcanena: Câmara Municipal, 1992[6]
- A imagem e a palavra. No tempo. (em colaboração com Lima de Freitas) Abrantes: Câmara Municipal, 1993[3][2]